# (13239) Kana
(13239) Kana ist ein Asteroid des inneren Hauptgürtels, der am 21. Mai 1998 vom japanischen Astronomen Akimasa Nakamura am Kuma-Kōgen-Observatorium (IAU-Code 360) in Kumakōgen in der Präfektur Ehime auf der Insel Shikoku entdeckt wurde. Sichtungen des Asteroiden hatte es vorher schon unter der vorläufigen Bezeichnung 1995 VK10 am 15. November 1995 im Rahmen des Spacewatch-Projektes am Kitt-Peak-Nationalobservatorium in Arizona gegeben.
Nach der SMASS-Klassifikation (Small Main-Belt Asteroid Spectroscopic Survey) wurde bei einer spektroskopischen Untersuchung von Gianluca Masi, Sergio Foglia und Richard P. Binzel bei (13239) Kana von einer hellen Oberfläche ausgegangen, es könnte sich also, grob gesehen, um einen S-Asteroiden handeln.
(13239) Kana wurde nach Kana Nakamura benannt, der 1999 geborenen Tochter von Akimasa Nakamura, deren Initialen identisch mit der Buchstabenkodierung der provisorischen Bezeichnung des Asteroiden sind, 1998 KN, wobei das K bei der provisorischen Bezeichnung für das Entdeckungsdatum steht, in diesem Falle die zweite Maihälfte. Die endgültige Benennung erfolgte am 23. Mai des Jahres 2000.